# Simpsonichthys igneus
Simpsonichthys igneus är en fiskart som beskrevs av Costa 2000. Simpsonichthys igneus ingår i släktet Simpsonichthys och familjen Rivulidae. Inga underarter finns listade i Catalogue of Life.